# Rhyacichthys aspro
Rhyacichthys aspro är en fiskart som först beskrevs av Valenciennes, 1837.  Rhyacichthys aspro ingår i släktet Rhyacichthys och familjen Rhyacichthyidae. IUCN kategoriserar arten globalt som otillräckligt studerad. Inga underarter finns listade i Catalogue of Life.